# Zarzuela de Jadraque
Zarzuela de Jadraque es un municipio y localidad española de la provincia de Guadalajara, en la comunidad autónoma de Castilla-La Mancha. El término municipal tiene una población de 52 habitantes (INE 2024).

## Historia
A mediados del siglo XIX, el lugar contaba con una población censada de 190 habitantes. La localidad aparece descrita en el decimosexto volumen del Diccionario geográfico-estadístico-histórico de España y sus posesiones de Ultramar de Pascual Madoz de la siguiente manera:

ZARZUELA DE JADRAQUE: l. con ayunt. en la prov. de Guadalajara (9 leg.), part. jud. de Atienza (5), aud. terr. de Madrid (19), c. g. de Castilla la Nueva, dióc. de Siguenza: sit. á la márg. der. del r. Bornova, con buena ventilacion y clima sano; tiene 50 casas; la consistorial; escuela de instruccion primaria; una igl. parr. servida por un cura y un sacristan: confina el térm. con los de la Nava, Hiendelaencina, Alcorlo y Robredarcas. El terreno, bañado por el Bornova, es de buena calidad. caminos: los vecinales. correo: se recibe y despacha en la estafeta de Jadraque. prod.: cereales, legumbres y buenos pastos con los que se mantiene ganado lanar, vacuno y mular; hay caza menor y pesca de barbos y cangrejos. ind. la agrícola. comercio: esportacion del sobrante de frutos, é importacion de los art. que faltan. pobl.: 54 vec, 190 alm. cap. prod.: 1.905,000 rs. imp.: 72,200. contr.: 3,780.
(Madoz, 1850, p. 663)

## Alfarería
Se considera el centro alfarero más arcaico de la provincia por ser en el que se han mantenido las técnicas e instrumentos más primitivos. Conocido también como Zarzuela de las Ollas, ello da idea de su dedicación: la mayoría de los hombres del pueblo ejercían el oficio, en casi todas las cocinas de las viviendas había un obrador, en el portal de la casa solía haber una pila pequeña encastrada en el muro (donde se "calaba" la tierra) y una mesa de losa de pizarra que servía de "sobadera" para amasar el barro. Para tornear se utilizaba una rueda de escasa altura, la más arcaica de las conocidas en Guadalajara. Este tipo de torno bajo aparece en zonas marginales de toda la península ibérica y muchas veces asociada a un tipo ancestral de alfarería hecha por mujeres, si bien solo la rueda asturiana de Faro es idéntica a la de Zarzuela, es decir de mayor diámetro y corto eje fijo.

## Demografía
Zarzuela de Jadraque cuenta con una población de 52 habitantes (INE 2024).
| Gráfica de evolución demográfica de Zarzuela de Jadraque entre 1842 y 2021                                          |
| |
| Población de derecho según los censos de población del INE Población de hecho según los censos de población del INE |